# Israelaphis
Israelaphis är ett släkte av insekter. Israelaphis ingår i familjen långrörsbladlöss.
Kladogram enligt Catalogue of Life:
| Israelaphis | \| \| Israelaphis alistana \| \| \| \| \| \| Israelaphis carmini \| \| \| \| \| \| Israelaphis lambersi \| \| \| \| |
|             | \| \| Israelaphis alistana \| \| \| \| \| \| Israelaphis carmini \| \| \| \| \| \| Israelaphis lambersi \| \| \| \| |
|             | Israelaphis alistana                                                                                                |
|             | |
|             | Israelaphis carmini                                                                                                 |
|             | |
|             | Israelaphis lambersi                                                                                                |
|             | |